# Кук-нашур II
Кук-нашур II (д/н — бл. 1500 до н. е.) — останній суккуль-мах (верховний володар) Еламу близько 1505—1500 роках до н. е. За загальним переліком Кук-нашурів здинастії Епатрідів також рахується як Кук-нашур IV. Низка дослідників деякий час помилково відносило до цього періоду панування Кутір-Наххунте II.

## Життєпис
Походив з династії Епартідів (Суккуль-махів). Був якимось родичем Кук-Наххунте. Ймовірно, в розпал війни з державою Країна Моря став суккулем Еламу і Симашкі (офіційним спадкоємцем). Близько 1505 року до н. е. отримав владу. Призначив суккалем Еламе і Симашкі свого брата Кутік-Матлата.
Ймовірно загинув разом з Кутлік-Матлатом у війні з Країною Моря. На той час припускають, що держава фактично розпалася через заворушення на сході та вторгнення гірських племен. Більша частина Еламу увійшла до складу Країни Моря. В сході Еламу — в Аншані — захопив владу Кідіну.